# Henry Louwdijk
Henry Louwdijk (Dedemsvaart, 9 februari 1978) is een voormalig Nederlands voetballer. Hij speelde als keeper en maakte zijn profdebuut bij FC Zwolle op 28 oktober 2000 in de met 1–1 gelijkgespeelde thuiswedstrijd tegen VVV-Venlo. In de winterstop van het seizoen 2004-2005 werd zijn contract bij BV Veendam ontbonden na een incident in de privésfeer. Vervolgens speelde hij nog bij ROHDA Raalte, HHC Hardenberg en VV Avereest (speler/trainer). 

## Carrière
| Seizoen | Club       | Land      | Competitie     | Wed. | Goals |
| ------- | ---------- | --------- | -------------- | ---- | ----- |
| 1998/99 | FC Zwolle  | Nederland | Eerste divisie | 0    | 0     |
| 1999/00 | FC Zwolle  | Nederland | Eerste divisie | 0    | 0     |
| 2000/01 | FC Zwolle  | Nederland | Eerste divisie | 5    | 0     |
| 2001/02 | FC Zwolle  | Nederland | Eerste divisie | 1    | 0     |
| 2002/03 | FC Zwolle  | Nederland | Eredivisie     | 1    | 0     |
| 2003/04 | BV Veendam | Nederland | Eerste divisie | 10   | 0     |
| 2004/05 | BV Veendam | Nederland | Eerste divisie | 3    | 0     |
| Totaal  | Totaal     | Totaal    | Totaal         | 20   | 0     |

## Erelijst
| Nationaal               |    |         |
| Kampioen Eerste Divisie | 1x | 2001/02 |